# Philip Teir

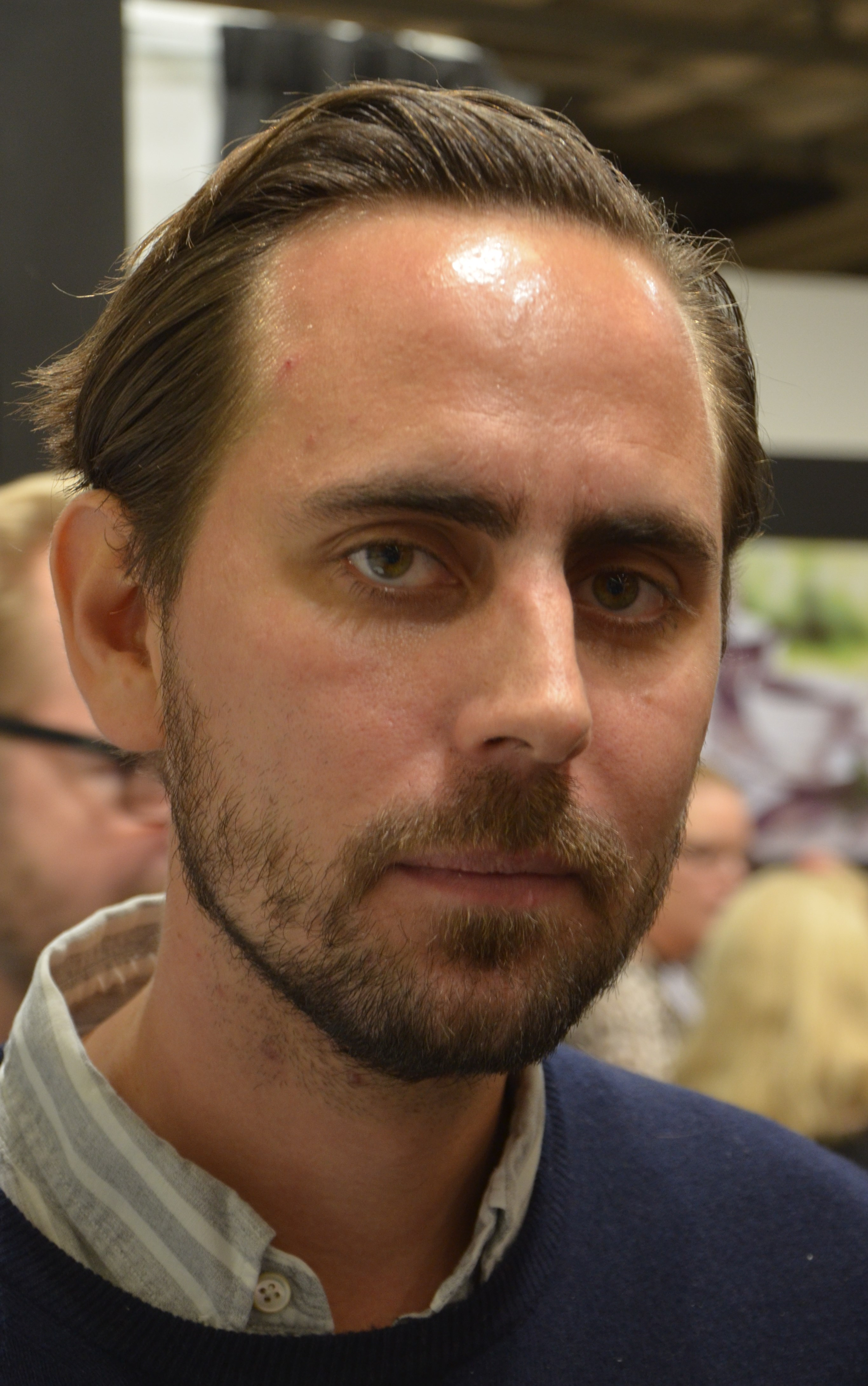
Philip Teir (2013)

Philip Nicolai Teir (geboren 5. August 1980 in Jakobstad) ist ein finnlandschwedischer Journalist und Autor.

## Leben
Philip Teir studierte Philosophie und Skandinavische Literatur. Er arbeitete 2006–2014 als Kulturchef bei der schwedischsprachigen Tageszeitung Hufvudstadsbladet und ist als Schriftsteller tätig. 
Teir hat Gedichte und einen Band mit Kurzgeschichten veröffentlicht, Winterkrieg, dessen Titel auf die Geschichte Finnlands im 20. Jahrhundert Bezug nimmt, ist sein erster Roman. Er lebt mit seiner Familie in Helsinki.

## Werke (Auswahl)
- Mandomsprov, en antologi om manlighet. Helsingfors: Söderström 2006.
- Någonting ur hennes mun faller i min mun. Lyrik. Helsingfors: Söderström 2007.
- (Hrsg.): Extremt platt och otroligt nära. Helsingfors: Söderström 2010.
- Akta dig för att färdas alltför fort. Novellen. Helsingfors: Söderström, 2011.
- Vinterkriget: En äktenskapsroman. Helsingfors: Söderström, 2013.
  - Winterkrieg. Ein Eheroman. Übersetzung Thorsten Alms. München: Blessing 2014, ISBN 978-3-89667-534-7.